# (524522) Зоозве
(524522) Зоозве, ранее известный как  (524522) 2002 VE68 — околоземный астероид из группы атонов, который из-за сильно вытянутой орбиты в процессе своего движения вокруг Солнца пересекает орбиты сразу трёх планет: Меркурия, Венеры и Земли, а также является квазиспутником Венеры. Он был открыт 11 ноября 2002 года американскими астрономами в рамках проекта LONEOS в обсерватории Андерсон-Меса.

Орбита астероида 2002 VE68 и его положение в Солнечной системе
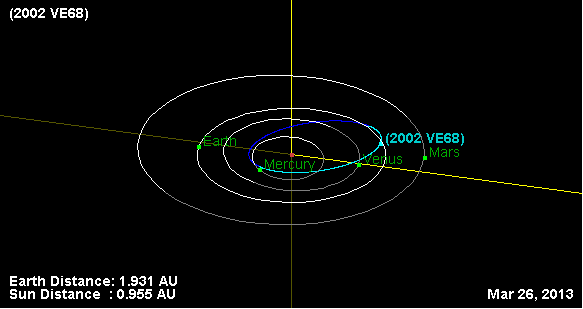
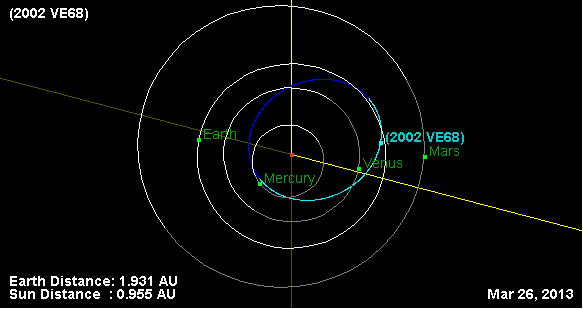

## Открытие и изучение
По состоянию на август 2012 года данный астероид наблюдался уже 457 раз на протяжении 2947 дней, так что параметры его орбиты определены достаточно хорошо. Большая полуось астероида (0,724 а. е.) по значению весьма близка к величине большой полуоси самой Венеры (0,723 а. е.), но вот значения эксцентриситета и наклона орбиты (0,410 и 9,006 °) намного больше венерианских (0,0068 и 3,86 °). Астрономы из Калифорнийского технологического института и Лаборатории реактивного движения с помощью 0,6-метрового телескопа, установленного в горах Сан-Габриель, установили принадлежность астероида к спектральному классу Х, а его альбедо равным 0,25. В сочетании с абсолютной звёздной величиной в 20,502 m это позволяет оценить диаметр астероида примерно в 200 метров. А выполненные фотометрические наблюдения позволяют сделать вывод о сильно удлинённой форме этого астероида или же о возможной двойственности объекта.

## Название
Первоначально астероид носил название «2002 VE68». В 2024 году стала известна история о детском атласе Солнечной системы, на котором иллюстратор изобразил неизвестный объект с названием, записанном латиницей как «ZOOZVE», — как оказалось, неверно прочитав визуально похожую запись «2002VE». В результате рабочая группа Международного астрономического союза утвердила название «Zoozve» («Зоозве») как официальное.

## Квазиспутник
Главная особенность этого астероида заключается в том, что он временно является квазиспутником или «квазилуной» планеты Венера. Возможность существования подобных объектов была предсказана Дж. Джексоном ещё в 1913 году, но первый из них был обнаружен лишь спустя почти 100 лет после этого. Сам астероид был открыт в 2002 году, но квазиспутником его признали лишь спустя два года в 2004 году. С точки зрения венерианского наблюдателя будет казаться, что этот астероид вращается не вокруг Солнца, а вокруг самой планеты, но на самом деле это конечно же не так. Дело в том, что астероид находится с Венерой в орбитальном резонансе 1:1, то есть на один оборот Венеры вокруг Солнца приходится один оборот астероида. Расстояние между планетой и астероидом меняется довольно незначительно, а благодаря тому, что часть орбиты астероида находится внутри орбиты Венеры, а часть снаружи, он то обгоняет её, когда находится внутри венерианской орбиты, то, наоборот, отстаёт, когда находится снаружи, создавая таким образом для венерианского наблюдателя иллюзию вращения вокруг планеты. Предполагается, что он является «компаньоном» Венеры на протяжении последних 7000 лет и вынужден будет покинуть её приблизительно через 500 лет. На протяжении этого периода астероид не подходил и не будет подходить к Венере ближе, чем примерно на 0,2 а. е.

## Потенциально опасный астероид
Поскольку астероид 2002 VE68 пересекает орбиту Земли и периодически сближается с ней до расстояния менее 0,05 а. е., центр малых планет включил его в список потенциально опасных для Земли астероидов. Данный астероид является не только квазиспутником Венеры, он ещё и находится в слабом орбитальном резонансе с Землёй 8:13, что вызывает периодические тесные сближения до расстояние примерно в 0,04 а. е. Но возможны и более тесные пролёты мимо Земли. Так 7 ноября 2010 года астероид 2002 VE68 пролетел мимо Земли на расстоянии в 0,035 а. е., что составляет 13,6 радиусов лунной орбиты. Во время этого сближения яркость астероида достигала 15m видимой звёздной величины. Ещё один близкий пролёт произошёл 4 ноября 2018 года, когда расстояние между Землёй и астероидом составило всего 0,038 а. е. Согласно результатам компьютерного моделирования в ближайшие 10 000 лет столкновения с Землёй этого астероида маловероятно, хотя опасные подходы до 0,002 а. е. всё же возможны.